# 12. Infanterie-Brigade (Deutsches Kaiserreich)
Die 12. Infanterie-Brigade war ein Großverband der Preußischen Armee.

## Geschichte
Die 12. Infanterie-Brigade wurde am 5. September 1818 als Infanterie-Brigade der 6. Dvision aufgestellt, am 3. April 1820 in 6. Infanterie-Brigade umbenannt und erhielt am 29. April 1852 durch Tausch die Bezeichnung 12. Infanterie-Brigade.
Sie war Teil der 6. Division mit Standort in Brandenburg a. d. Havel, die dem III. Armee-Korps in Berlin zugeordnet war.
1868 wurden die Landwehr-Bezirke neu geordnet und im Zuge dieser Maßnahme der Brigade die Landwehr-Einheiten 4. Brandenburgisches Landwehr-Regiment Nr. 24 mit Landwehr-Bataillon Brandenburg und Landwehr-Bataillon Havelberg, 8. Brandenburgisches Landwehr-Regiment Nr. 64 mit Landwehr-Bataillon Ruppin und Landwehr-Bataillon Prenzlau zugewiesen.

### Standort
1818 bis 1919 Brandenburg an der Havel

### Gliederung
- 1820

12. Infanterie-Regiment (2. Brandenburgisches), 20. Infanterie-Regiment (3. Brandenburgisches)
- 1821 bis 1849

20. Infanterie-Regiment (3. Brandenburgisches), Infanterie-Regiment „Großherzog Friedrich Franz II. von Mecklenburg-Schwerin“ (4. Brandenburgisches) Nr. 24
- 1850

14. Infanterie-Regiment, 19. Infanterie-Regiment
- 1851

Wie 1821 bis 1849
- 1852 bis 1859

24. Infanterie-Regiment, 24. Landwehr-Regiment
- 1860 bis 1866

4. Brandenburgisches Infanterie-Regiment Nr. 24, 8. Brandenburgisches Infanterie-Regiment Nr. 64, 4. Brandenburgisches Landwehr-Regiment Nr. 24
- 1867

4. Brandenburgisches Infanterie-Regiment Nr. 24, Brandenburgisches Füsilier-Regiment Nr. 35, 8. Brandenburgisches Infanterie-Regiment Nr. 64 (Prinz Friedrich Karl von Preußen), 4. Brandenburgisches Landwehr-Regiment Nr. 24
- 1868 bis 1869

4. Brandenburgisches Infanterie-Regiment Nr. 24 (Großherzog von Mecklenburg-Schwerin), Brandenburgisches Füsilier-Regiment Nr. 35, 8. Brandenburgisches Infanterie-Regiment Nr. 64, 4. Brandenburgisches Landwehr-Regiment Nr. 24, 8. Brandenburgisches Landwehr-Regiment Nr. 64
- 1871 bis 1881

Wie vor, ohne Füsilier-Regiment Nr. 35
- 1881 bis 1884

Wie vor, zusätzlich Infanterie-Regiment Nr. 98
- 1884 bis 1888

Wie vor, ohne Infanterie-Regiment Nr. 98
- 1889 bis 1914

Infanterie-Regiment Großherzog Friedrich Franz II. von Mecklenburg-Schwerin (4. Brandenburgisches) Nr. 24, Infanterie-Regiment General-Feldmarschall Prinz Friedrich Karl von Preußen (8. Brandenburgisches) Nr. 64
Infanterie-Regiment Nr. 396 [4]
- Kriegsgliederung bei Mobilmachung 1914

Infanterie-Regt. Großhzg. Friedrich Franz II. v. Mecklenburg-Schwerin (4. Brandenbg.) Nr. 24, Infanterie-Regt. Gen.-Feldmarschall Prinz Friedrich Karl v. Preußen (8. Brandenbg.) Nr. 64
Vom 13. September 1916 bis Kriegsende war der Brigade das  Infanterie-Regiment Nr. 396 unterstellt
- Kriegsgliederung am 26. Mai 1918

Wie vor, zusätzlich MG-Scharfschützen-Abteilung 69

### Deutsch-Dänischer Krieg 1864
Im Deutsch-Dänischen Krieg war die Brigade im Verband der 6. Division an den Kämpfen beteiligt.

### Deutscher Krieg 1866
Im Krieg Preußens gegen das Kaisertum Österreich nahm die Brigade im Verband der 6. Division an den Schlachten bei Münchengrätz und Königgrätz sowie am 22. Juni 1866 am Gefecht bei Blumenau teil.

### Deutsch-Französischer Krieg 1870/1871
Im Deutsch-Französischen Krieg war die Brigade im Verband der 6. Division Mitte August 1970 im Vormarsch auf Toul und später an den Kämpfen bei Beaumont, Sedan sowie Soissons sowie an der Einschließung und Belagerung von Paris beteiligt.

### Erster Weltkrieg
Mit der Mobilmachung im August 1914 musste die Brigade das Brigade Ersatz Bataillon 12 aufstellen und kam im Verband der 6. Division ausschließlich an der Westfront zum Einsatz.
Zu den Kampfhandlungen, Gefechten und Schlachten siehe Kampfgeschehen der 6. Division.

### Brigadekommandeure
| Name                                       | Datum                                              |
| ------------------------------------------ | -------------------------------------------------- |
| 6. Infanterie-Brigade                      |                                                    |
| Georg Wilhelm von Lettow-Vorbeck           | 5. September 1818 bis 4. September 1820            |
| Karl Friedrich Ludwig Georg von Uttenhoven | 5. September 1820 bis 27. November 1829            |
| Hans Karl Adam von Gagern                  | 28. November 1829 bis 29. März 1836                |
| Hans Samuel von Schaper                    | 30. März 1836 bis 29. März 1844                    |
| Ferdinand von Salisch                      | 30. März 1844 bis 26. März 1847                    |
| Johann Ernst May                           | 27. März 1847 bis 14. September 1849               |
| Emil von Webern                            | 15. September 1849 bis 11. Oktober 1849            |
| Wilhelm von Wentzel                        | 12. Oktober 1849 bis 4. Mai 1852                   |
| 12. Infanterie-Brigade                     |                                                    |
| Wilhelm von Wentzel                        | 4. Mai 1852 bis 29. Oktober 1854                   |
| Karl von Pannwitz                          | 30. Oktober 1854 bis 3. April 1857                 |
| August von Kirchfeldt                      | 4. April 1857 bis 21. November 1858                |
| Gustav von Manstein                        | 22. November 1858 bis 2. April 1866                |
| Hans von Kotze                             | 3. April 1866 bis 9. August 1867                   |
| Ludwig von Bothmer                         | 10. August 1867 bis 21. Juli 1870                  |
| Hugo von Bismarck                          | 22. Juli 1870 bis 31. Juli 1871                    |
| Hermann von Michaelis                      | 1. August 1871 bis 3. Juli 1872                    |
| Heimartvon Linsingen                       | 4. Juli 1872 bis 3. Februar 1874                   |
| Alexander von Heinemann                    | 4. Februar 1874 bis 14. Oktober 1874               |
| Dietrich von Grawert                       | 15. Oktober 1874 bis 16. April 1879                |
| Oskar von Knobloch                         | 17. April 1879 bis 13. Mai 1881                    |
| Hermann von Görne                          | 14. Mai 1881 bis 10. Juni 1882                     |
| Hermann von Schkopp                        | 11. Juni 1882 bis 25. März 1885                    |
| Adolf von Wittich                          | 26. März 1885 bis 22. Juni 1888                    |
| Otto von Jahn                              | 23. Juni 1888 bis 14. Juli 1890                    |
| Hugo von Saß-Jaworski                      | 15. Juli 1890 bis 16. Juni 1893                    |
| Rudolf von Caemmerer                       | 17. Juni 1893 bis 21. März 1897                    |
| Hubert von Weise                           | 22. März 1897 bis 26. Januar 1899                  |
| Paul Hesse                                 | 27. Januar 1899 bis 18. August 1901                |
| Moriz von Lyncker                          | 19. August 1901 bis 18. September 1901             |
| Otto von Mosch                             | 19. September 1901 bis 3. Februar 1904             |
| Karl Georg von Tempsky                     | 4. Februar 1904 bis 21. April 1905                 |
| Georg von Lueder                           | 22. April 1905 bis 30. September 1907              |
| Richard Pehlemann                          | 1. Oktober 1907 bis 25. April 1909                 |
| Heinrich Wilcke                            | 26. April 1909 bis 19. März 1911                   |
| Burghard von Esebeck                       | 20. März 1911 bis 1. April 1912                    |
| Theodor Stengel                            | 2. April 1912 bis 2. Mai 1914                      |
| Arthur von Gabain                          | 3. Mai 1914 bis 3. April 1916                      |
| Albert von Kemnitz                         | 4. April 1916 bis 21. Januar 1918                  |
| Ludwig von Baumbach                        | 22. Januar 1918 bis Kriegsende                     |
| Johannes von Dassel                        | 29. Januar 1919 bis 29. Mai 1919 (Demobilisierung) |